# Charlie's Angels - Più che mai
Charlie's Angels - Più che mai (Charlie's Angels: Full Throttle) è un film del 2003, diretto da McG e interpretato da Cameron Diaz, Drew Barrymore e Lucy Liu.
Il film è il seguito di Charlie's Angels del 2000.

## Trama
Dopo aver salvato il maresciallo degli Stati Uniti Ray Carter in Mongolia, le tre agenti della Charles Townsend Investigations (gli Angeli di Charlie) Natalie Cook, Dylan Sanders e Alex Munday, insieme a Jimmy Bosley (fratello adottivo di John Bosley) vengono inviate a recuperare alcuni anelli di titanio rubati dal Dipartimento di Giustizia degli Stati Uniti, nei quali sono contenuti i dati delle persone inserite nel programma di protezione dopo aver testimoniato contro la mafia: un killer sembra essersi impossessato di queste informazioni, e ha già ucciso il funzionario del Dipartimento William Rose Bailey e uno dei testimoni, Alan Caulfield. Gli Angeli scoprono che l'assassino di Caulfield è un certo Randy Emmers, e lo inseguono fino a una spiaggia dove incontrano casualmente Madison Lee, un'ex-Angelo, che dà loro alcuni consigli su come migliorare il loro rapporto con Charlie, il capo dell'Agenzia. Durante una gara motociclistica, Emmers prende di mira un altro testimone, il giovane Max Petroni: prima che gli Angeli possano intervenire, Emmers viene ucciso dal Secco (creduto morto dopo gli eventi del primo film). All'interno della tasca di Emmers, gli Angeli trovano le schede identificative di Caulfield, Max e, sorprendentemente, Dylan, schedata con la sua vera identità, Helen Zaas.
Dylan rivela di essere entrata nel programma di protezione dopo aver denunciato il suo ex fidanzato Seamus O'Grady, a capo della mafia irlandese; uscito di prigione, O'Grady ha giurato di vendicarsi sui suoi accusatori, tra cui Dylan e Max, del quale aveva ucciso i genitori; Max viene quindi mandato a casa della madre di Bosley, sotto copertura. Gli Angeli si infiltrano nella cosca mafiosa di O'Grady: riescono a ottenere gli anelli, ma O'Grady fugge, non prima di aver minacciato Dylan di ammazzare di tutti quelli che lei ama. Natalie intanto scopre che il suo fidanzato Pete potrebbe chiederle di sposarlo, ma lei ritiene questo passo prematuro, dato che i due convivono da troppo poco tempo. Alex torna a casa litiga col suo fidanzato Jason, mentre Dylan lascia gli Angeli e fugge in Messico per proteggere i suoi amici.
Natalie chiede a Charlie come O'Grady sia riuscito a evadere, e il capo le rivela che è stato rilasciato per buona condotta. Nel frattempo, mentre si trova sotto copertura in Messico, Dylan incontra Kelly Garrett, una degli Angeli originali, che la convince a riunirsi al gruppo. Natalie e Alex intanto continuano a indagare, arrivando alla conclusione che a far uscire O'Grady di prigione sia stato il maresciallo Carter: messesi al suo inseguimento, le due assistono alla sua uccisione da parte di Madison, scoprendo che l'ex-Angelo è la vera mente a capo del complotto. Le due la fronteggiano ma Madison, in quanto ex-Angelo, è in grado di prevedere tutte le loro mosse: ma nonostante l'arrivo in extremis di Dylan, l'Angelo Caduto le uccide tutte e tre e si riprende gli anelli. Madison torna alla base degli Angeli, dove Charlie la accusa di aver infranto le regole dell'Agenzia mettendo in pericolo la vita delle sue ex compagne di squadra. Madison rivela di essere arrabbiata per non aver mai avuto da lui il riconoscimento che meritava, e lo mette a tacere sparando al suo altoparlante.
In realtà le tre agenti sono sopravvissute grazie a giubbotti di kevlar nascosti. Riavutesi, le tre capiscono che Madison sta per vendere gli anelli a tutte le principali associazioni mafiose: lo scambio avverrà sulla Hollywood Walk of Fame, dove sta per iniziare la prèmiere del film di Jason. Gli Angeli organizzano un piano grazie al quale tutti i mafiosi vengono arrestati dall'FBI; subito dopo si recano ad affrontare Madison e O'Grady, scampato all'arresto grazie a un'intuizione. Durante la battaglia il Secco corre in aiuto degli Angeli: durante una lotta contro O'Grady riesce a buttarlo giù dal tetto. In seguito il Secco lotta contro Dylan, ma i due finiscono per scambiarsi un bacio. Proprio mentre sta per dichiararsi, un redivivo O'Grady lo pugnala, facendolo precipitare dal tetto. O'Grady è sul punto di uccidere anche Dylan, ma lei lo acceca, facendogli perdere l'equilibrio e cadere nel vuoto. Gli Angeli inseguono Madison fino a un teatro abbandonato, dove ingaggiano con lei una lotta in una camera satura di gas: le tre vengono di nuovo messe al tappeto, ma quando Madison spara con la sua pistola il colpo di grazia, innesca un'esplosione che la uccide.
Terminata l'indagine, gli Angeli partecipano alla première, dove scoprono che la madre di Bosley ha intenzione di adottare Max. Natalie scopre che la proposta di Peter non era un matrimonio, ma adottare un cucciolo, mentre Alex si riappacifica con Jason. Gli Angeli festeggiano la loro vittoria insieme a Bosley e al redivivo Charlie.

## Colonna sonora
| Titolo                                  | Autore/i                                                   | Interprete                    | Anno | Durata |
| --------------------------------------- | ---------------------------------------------------------- | ----------------------------- | ---- | ------ |
| Feel Good Time                          | William Orbit, Beck Hansen, Jay Ferguson                   | Pink featuring William Orbit  | 2003 | 3:56   |
| Saturday Night's Alright (For Fighting) | Elton John, Bernie Taupin                                  | Nickelback featuring Kid Rock | 2003 | 3:45   |
| Rebel, Rebel                            | David Bowie                                                | David Bowie                   | 1974 | 4:22   |
| Danger! High Voltage                    | Tyler Spencer, Anthony Selph, Joseph Frezza,Stephen Nawara | Electric Six                  | 2002 | 3:34   |
| Livin' On A Prayer                      | Jon Bon Jovi, Richie Sambora, Desmond Child                | Bon Jovi                      | 1986 | 4:11   |
| Any Way You Want It                     | Steve Perry, Neal Schon                                    | Journey                       | 1980 | 3:24   |
| Surfer Girl                             | Brian Wilson                                               | The Beach Boys                | 1963 | 2:26   |
| Working For The Weekend                 | Paul Dean, Matthew Frenette, Michael Reno                  | Loverboy                      | 1981 | 3:42   |
| A Girl Like You                         | Edwyn Collins                                              | Edwyn Collins                 | 1994 | 3:59   |
| NAS' Angels... The Flyest               | Nasir Jones, Pharrell Williams, Chad Hugo                  | The Neptunes                  | 2003 | 3:47   |
| I Just Want To Be Your Everything       | Barry Gibb                                                 | Andy Gibb                     | 1977 | 3:32   |
| This Will Be (An Everlasting Love)      | Charles Jackson, Marvin Jerome Yancy                       | Natalie Cole                  | 1975 | 2:51   |
| U Can't Touch This                      | Stanley Burrell, Rick James, Alonzo Miller                 | MC Hammer                     | 1990 | 4:16   |
| Last Dance                              | Paul Jabara                                                | Donna Summer                  | 1978 | 3:17   |

Altri brani non inclusi nella colonna sonora:
- Wild Thing - Tone Lōc (1989) - 4:23
- Sleep Now in the Fire - Rage Against the Machine (1999) - 3:25
- Mickey - Toni Basil (1981) - 4:12
- Through The Eyes Of Love - Melissa Manchester (1978) - 3:32
- Looks That Kill - Motley Crüe (1983) - 4:07
- Baby Got Back - Sir Mix-a-Lot (1992) - 4:22
- Charlie's Angels 2000 - Apollo 440 (2000) - 3:54
- Centerfold - The J. Geils Band (1981) - 3:36
- Who Are You - The Who (1978) - 6:21
- Misirlou - The Deltones (1962) - 2:15
- Thunder Kiss '65 - White Zombie (1992) - 3:30
- Breathe - The Prodigy (1996) - 3:59
- Nuthin' But A 'G' Thang - Dr. Dre (1992) - 3:58
- Flashdance... What A Feeling - Irene Cara (1983) - 3:57
- The Pink Panther Theme - Hollywood Studio Orchestra (1996) - 2:22
- Firestarter - The Prodigy (1996) - 3:45
- Sleep Walk - Santo & Johnny (1959) - 2:28
- Planet Claire - The B-52's (1979) - 4:35
- Raindrops Keep Fallin' On My Head - B.J. Thomas (1969) - 2:57
- Block Rockin' Beats - The Chemical Brothers (1997) - 5:00
- Acetone - The Crystal Method (2004) - 5:15
- Scene D'Amour /"The Nightmare" (from Vertigo) - The City of Prague Philharmonic Orchestra (1999) - 5:11
- Eine Kleine Nacht Musik - (interpretete non accreditato)
- Born Free - (interpretete non accreditato)
- Cape Fear - (interpretete non accreditato)
- The Lonely Goatherd - (interpretete non accreditato)
- Get Down Tonight - (interpretete non accreditato)
- Hooray For Hollywood - (interpretete non accreditato)